# 卖花姑娘 (电影)
卖花姑娘（朝鲜语：／ Kkot P'anŭn Ch'ŏnyŏ）是于1972年出品的著名电影，曾获得象征国家最高荣誉的共和国人民奖。本片讲述了一个朝鮮日治時期的故事。

## 电影剧情
花妮姑娘每天都要历尽艰辛采花拿到街头售卖。其父早亡，哥哥哲勇被关进监狱，妈妈又得了重病，还有个失明的妹妹顺姬。为给妈妈买药，她不得不忍受屈辱和折磨，靠卖花赚钱。
和其他许多穷困人家一样，花妮家也欠了白地主家债务。白地主和当地的日本统治者关系密切，他是个基督徒，又十分富有，为人吝啬而狠毒。妈妈不愿意花妮被白地主家抓去当奴婢，所以即使是生着重病也一直在为白地主家干活还债。家里一穷二白，甚至没有钱买粮食。花妮家之所以如此破落，都是白地主一家给害的。那是顺姬小时候，妈妈在地主家干活时，正玩耍的顺姬看到了地主老婆在摊晒吃的东西，想伸手去抓，但刚一伸手就被地主老婆推倒在地，撞翻了身旁正在熬的一锅参汤，热汤和炉灰把顺姬的眼睛弄瞎了。哥哥哲勇一怒之下纵火烧毁了白地主家的柴房，结果被警察抓去坐牢。
妈妈忍着病痛和饥饿终日为白地主家做工，身体每况愈下。花妮卖花攒了些钱，再卖一些挖来的山菜就够买药了。当她采卖了山菜准备回家时，却在街头發现妹妹顺姬正在卖唱。她非常生气，将妹妹拉走。姐妹俩来到药房买到了药，在高高兴兴地回家时却发现妈妈去世。姐妹俩万分悲痛。花妮决定去找哥哥哲勇。
花妮跋山涉水找到了关押哥哥的监狱，却从狱卒处误得知哲勇已死。花妮悲痛欲绝，带病徒步返乡。顺姬天天在村头山岗上哭唤妈妈和姐姐。地主老婆患重病，白地主请了巫婆卜算后怀疑是花妮妈妈的冤魂不散，顺姬天天哭喊使冤魂冲犯地主老婆，于是派狗腿子白万把顺姬背到大雪冰封的山里冻死。经过数月跋涉，花妮终于走回家来。得知妹妹的噩耗，她欲哭无泪。看见白万带走顺姬的大爷告诉花妮真相，花妮来到白地主家讨还妹妹，却被锁起来关进小屋。
熬过四年牢狱生活，哥哥哲勇出狱并参加了革命军。他回家探亲，在老猎户家看到了被老猎户救活的顺姬。回村后，他带领村民冲进白地主家，将白地主等人消灭，救出花妮，兄妹三人终于团聚了。花妮又挎着花篮上街卖花，那些花格外艳丽。

## 创作过程
本片于1972年4月推出。中文译制片由长春电影制片厂制作，翻译者是女作家何鸣雁，从翻译到混录直至洗出拷贝，仅花了7天。
1972年9月9日起，普通话配音的电影《卖花姑娘》在全国各地陆续上映。由于观众过多，一些电影院甚至采取了全天24小时循环放映方式。时值中国大陆文革时期，该片与当时中国大陆产的影片风格迥异，特别是该片作为苦情戏使人不觉潸然泪下，且电影歌曲优美抒情，故人们蜂拥而至，走出电影院时纷纷感动得泣不成声，该片成为这一时期中国大陆人民美好的集体记忆。电影中的歌曲由朝鲜歌唱家崔三淑演唱，虽然全部都是朝鲜语歌词，但因曲调优美，歌词动人，很多看过影片的人都能哼唱。

### 引用
1. ↑  . 中国驻朝鲜大使馆.   [2013-09-28]. （原始内容存档于2011-09-22）.
2. ↑  . 豆瓣网.   [2013-09-28]. （原始内容存档于2019-06-22）.
3. ↑  . Mtime时光网.   [2013-09-28]. （原始内容存档于2011-02-18）.